# Ариф Хикмети
Ариф Хикмети или Ариф Незири (на албански: Arif Hiqmeti или Arif Neziri) е албански бунтовник, водач на проосманското Албанско селско въстание от 1914 година.

## Биография
Роден е в кумановското село Лояне в Османската империя, днес в Северна Македония. Баща му е търговец. Хикмети получава начално образование при ходжата в селото. От  малък показва интелект и добри комуникационни умения. Връзките на баща му му позволяват да учи право в Истанбулския университет. След като завършва, Хикмети става агент на Хилми паша.

## Османски агент
Благодарение на своите умения и знанието на няколко езика, той става таен агент на Османската империя. Хикмети показва твърда подкрепа за религиозната политика и природата на империята, както и неодобрение на националистическите идеи, които се появяват сред балканското народи. В началото на XX век Хикмети е изпратен в региона Малесия, за да убеди лидерите на албанските бунтове за независимост да приемат официалните османски постове, които им се предлагат и да спрат бунтовете. След като не успява да намери споразумение с лидерите на Малесия, Хикмети започва да посещава много мюсюлмански религиозни сгради и семейства в района с албанско население, разпространявайки проосманска пропаганда. В 1910 година Хикмети с някои свои сътрудници организира в центъра на Скопие среща, на която се изказва против Битолския конгрес и приемането от него на латиница за писане на албански. По същата причина през следващите седмици са проведени срещи и в други населени места с албанско население. Според съвременните документи събранията намират много малко поддръжници сред обикновените хора.

## Албанско селско въстание
След като Албания обявява независимост, в 1914 година Хикмети участва в селското въстание, водено от Хаджи Камили, и което има за цел отстраняването на принц Вилхелм Вид от власт. Бунтът събира подкрепа от някои проосмански селяни, които вярват, че новият режим на Княжество Албания е инструмент на шестте християнски Велики сили и земевладелците, които притежават половината от обработваемата земя. Бунтът обаче няма успех и скоро е потушен. В 1915 година Хикмети е застрелян от албански националисти от Дебър.
Хикмети е смятан за символ на антидемократичното движение и използването на религиозни идеали за лична облага.